# 1285 Julietta
Az 1285 Julietta (ideiglenes jelöléssel 1933 QF) a Naprendszer kisbolygóövében található aszteroida. Eugène Joseph Delporte fedezte fel 1933. augusztus 21-én, Uccleban.